# Chrząstowa
Chrząstowa – rzeka, lewostronny dopływ Szczyrej o długości 36,54 km i powierzchni zlewni 192,79 km².
Chrząstowa ma źródła w Jeziorze Rychnowskim. W Człuchowie przepływa jeszcze przez dwa jeziora: Miejskie oraz Urzędowe zwane Człuchowskim. Rzeka płynie na Pojezierzu Krajeńskim, głównie przez tereny lesiste. Wypływa przy południowo-zachodnim krańcu Jeziora Urzędowego. Płynie w kierunku południowo-zachodnim na południe od miejscowości Jaromierz, Chrząstowo, Uniechówek. W miejscowości Buszkowo przecina drogę krajową 22. W pobliżu Czarnego Jeziora uchodzi do Szczyrej.
Do 1945 r. poprzednią niemiecką nazwą rzeki była Haaken Fließ. W 1950 r. ustalono urzędowo polską nazwę Chrząstowa.